# Totentanz in Polen
Totentanz in Polen – poemat Stanisława Grochowiaka z 1969, współautor Wilhelm Petersen.
Wyjątkowy w karierze Grochowiaka utwór. Poemat w XIV pieśniach stanowi komentarz do rysunków i zapisków pamiętnikarskich Petersena, żołnierza Wehrmachtu podczas kampanii wrześniowej.